# Kayseri (provins)

Karta över Turkiet med Kayseri markerat.

Kayseri är en provins i centrala Turkiet. Den har totalt 1 060 432 invånare (2000) och en areal på 17 116 km². Provinshuvudstad är Kayseri, f.d. Qaysariyya ("Kejsarstaden").